# Valderrábano
Valderrábano település Spanyolországban, Palencia tartományban. Valderrábano Saldaña, Ayuela, Buenavista de Valdavia és Villabasta de Valdavia községekkel határos. Lakosainak száma 47 fő (2024).

## Népesség
A település népessége az elmúlt években az alábbi módon változott:
| Lakosok száma | 79   | 65   | 57   | 59   | 61   | 53   | 55   | 50   | 47   | 47   |
|               | 2001 | 2004 | 2007 | 2009 | 2012 | 2014 | 2017 | 2019 | 2022 | 2024 |